# Brittia
Brittia (greco: Βριττία), secondo Procopio (De bello Gotico, 4.20, scritto nel 540), fu un'isola mitologica nella cultura degli abitanti dei Paesi Bassi durante il dominio franco (all'incirca la costa atlantica dell'Austrasia). Corrispondeva sia ad un'isola reale usata per la sepoltura, che alla mitologica isola dei beati, dove finivano le anime dei morti.

## Descrizione
La Brittia di Procopio si trova a non più di 200 stadia (15 chilometri) dalla terraferma, tra la Britannia (la Bretagna del tempo includeva l'odierna Normandia, le Fiandre e parte della Frisia, fino alle foci della Schelda e del Reno) e Thule (Scandinavia), proprio di fronte alla foce del Reno. Tre popoli la abitavano: Angli, Frisoni e Britanni. Quindi Brittia corrisponderebbe alla Gran Bretagna.
Procopio ci racconta che:
Vi sono stati tentativi di identificare il luogo esatto da cui queste navi salpavano dalle coste galliche; Villemarqué suggerì un luogo nei pressi di Raz, Armorica, in cui ancora si trova il toponimo baie des âmes /  boé ann anavo "baia delle anime".
Grimm dice che sul fiume Tréguier, in Bretagna, è ancora in uso la tradizione di trasportare i morti in chiesa utilizzando barche, su un piccolo braccio di mare chiamato passage de l'enfer, invece di seguire una più breve strada via terra.
I concetti di Procopio sono stati riaffermati da Tzetzes (to Lycoph, 1204) nel XII secolo; ma molto prima, all'inizio del V secolo, Claudiano aveva sentito parlare di quelle coste galliche come di un luogo di incontro di fantasmi.
Non lontano da questa regione si trovano la Britannia, terra dei Senoni, ed il Reno. Grimm paragona questa storia ai carri volanti dei Bretoni, ed alle tradizioni bardiche secondo le quali le anime, per raggiungere l'aldilà, devono navigare sul lago del terrore e delle ossa dei morti, lungo la valle della morte, fino a raggiungere il mare dove le coste si affacciano sull'abissale bocca degli inferi.